# Elçin Əfəndiyev

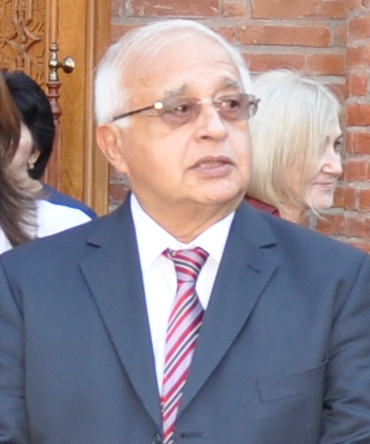
Elçin Əfəndiyev (2012)

Elçin İlyas oğlu Əfəndiyev (* 13. Mai 1943 in Baku, Aserbaidschanische Sozialistische Sowjetrepublik, Sowjetunion; † 3. August 2025) war ein aserbaidschanischer Schriftsteller, Professor und Politiker, der von 1993 bis 2018 als stellvertretender Ministerpräsident von Aserbaidschan fungierte.

## Leben
Afandiyev wurde am 13. Mai 1943 in Baku in der Familie des berühmten aserbaidschanischen Schriftstellers Ilyas Afandiyev geboren. Seit seiner frühen Kindheit war Elchin Afandiyev von Literatur und einem akademischen Umfeld umgeben. Aserbaidschanische Folklore und Weltliteratur spielten eine bedeutende Rolle in Afandiyevs zukünftiger Karriere. Mit 16 Jahren schrieb er seinen ersten Roman, der 1959 in der Zeitschrift Azərbaycan gəncləri (Aserbaidschanische Jugend) veröffentlicht wurde. 1968 schloss er sein Postgraduiertenstudium am Nizami-Institut der Aserbaidschanischen Nationalen Akademie der Wissenschaften ab und schrieb eine 500-seitige Dissertation. 1965 veröffentlichte er eine Sammlung von Romanen mit dem Titel Min gecədən biri (Eine von tausend Nächten). In den folgenden Jahren wurden fast 100 Bücher von Afandiyev übersetzt und in Englisch, Französisch, Deutsch, Spanisch, Türkisch, Ungarisch, Bulgarisch, Arabisch, Persisch, Mandarin, Tschechisch, Slowakisch, Polnisch, Kroatisch, Georgisch, Litauisch, Moldawisch und Turkmenisch, Usbekisch, Kasachisch, Tadschikisch, Serbisch und weiteren Sprachen veröffentlicht. Weltweit wurden etwa fünf Millionen Exemplare verkauft.
Afandiyev starb am 3. August 2025 im Alter von 82 Jahren. Er wurde in der Ehrenallee in Baku beigesetzt.

## Politische Karriere
Während der Sowjetherrschaft war Afandijew Abgeordneter im Obersten Sowjet der SSR Aserbaidschan. Seit 1993 war er stellvertretender Ministerpräsident von Aserbaidschan. Als stellvertretender Ministerpräsident überwachte er verschiedene Bereiche der Regierungstätigkeit wie Sport und kulturelle Beziehungen. Er war auch Vorsitzender der Kulturorganisation Vətən, die sich auf kulturelle Beziehungen zu anderen Ländern konzentriert. Er war Mitglied mehrerer Regierungsausschüsse sowie des Bildungsausschusses unter dem Präsidenten von Aserbaidschan.

## Auszeichnungen
Afendiyev wurde am 29. Mai 2003 vom aserbaidschanischen Präsidenten Heydər Əliyev mit dem İstiqlal-Orden für seine Beiträge zur Entwicklung der aserbaidschanischen Literatur ausgezeichnet.